# Zempléni-szigethegység
A Zempléni-szigethegység vagy Zempléni-rögök (szlovákul: Zemplínske vrchy) hegység az Északnyugati-Kárpátokban. Bár nagyrészt Szlovákia területére esik, földrajzilag az Északi-középhegység részét képezi. Legmagasabb pontja a Csókás (Rozhladňa) (469 m). Egy kis része Magyarországra is átnyúlik.
A hegység a Bodrog jobb partján emelkedik. Perm, karbon, triász és harmadidőszaki vulkáni kőzetek alkotják. Néha az Eperjes–Tokaji-hegység részének tekintik, jóllehet attól térben, felépítésben és formakincsében is elkülönül.

## Települések
A Zempléni-szigethegység hegyi jellegű települései Csarnahó, Kisbári, Nagybári és Kistoronya. Déli mészköves lejtőjén, a Bodrog partján fekszik Ladamóc és Szőlőske, keleti nyúlványain pedig a névadó Zemplén település.